# 東孚駅
東孚駅（とうふえき、閩南語:Tong-hû tsām）は、中華人民共和国福建省廈門市海滄区東孚大道と孚蓮路の交差点にある、廈門軌道交通2号線の駅である。

## 歴史
- 2019年12月25日2号線の駅として開業。

## 駅構造

### のりば
| 番線 | 路線              | 方面                            | 行先        |
| ---- | ----------------- | ------------------------------- | ----------- |
|      | 廈門軌道交通2号線 | 天竺山 方面                     | 天竺山 行き |
|      | 廈門軌道交通2号線 | 東宅・五通・湿地公園・鍾宅 方面 | 五縁湾 行き |

## 隣の駅
廈門軌道交通
■2号線
東瑶駅 - 東孚駅 - 天竺山駅